# Perzekuce pohanů v pozdní antice

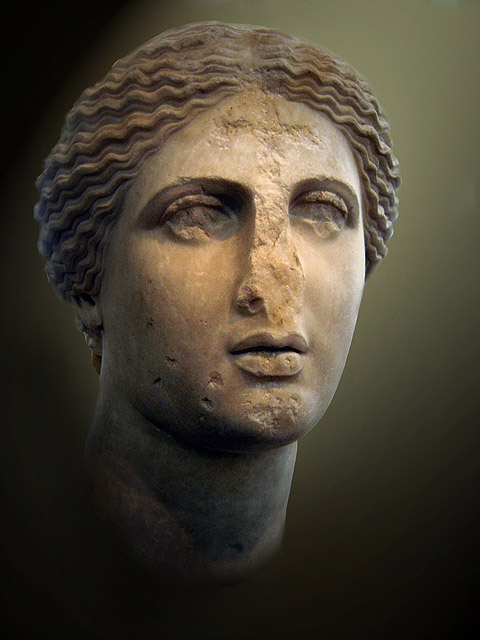
Hlavy Afroditiny sochy znesvěcená křížem na čele, kopie z 1. století podle Praxitelova díla, nález z athénské agory, Národní archeologické muzeum v Athénách

Perzekuce pohanů v pozdní antice začala již během vlády Konstantina I. (306–337), který v roce 313 Ediktem milánským povolil křesťanské vyznání, tedy ještě v době kdy měly tradiční kulty v Římské říši většinu. Konstantin například daroval půdu kostelům na úkor starých chrámů. V roce 341 císař Constantius II. zakázal pořádání pohanských obětí a v roce 356 se staly oběti a uctívání obrazů hrdelním zločinem a bylo přikázáno zavřít všechny chrámy. Když v roce 357 navštívil Řím, nechal ze senátu odstranit oltář Vítězství, ačkoliv socha zde dosud zůstávala. Císař Julianus (360–363) obnovoval tradiční kulty, ale za vlády císaře Gratiana (367–383) se objevila další omezení. V roce 381 se Gratian vzdal titulu pontifex maximus a v roce 382 na podnět Ambrosia opět odstranil oltář Victorie ze senátu, zrušil kněžským kolegiím jejich dotace, odebral jim majetky, z nichž fungovaly, a zabránil jim získávat další majetek. To se týkalo například kolegia vestálek či pontifiků.
V roce 392, za vlády Theodosia, pak došlo k úplnému zákazu tradičních kultů, včetně jejich praktikování v soukromí. V západní části říše začal zákon de facto platit nejspíše až v roce 394, po porážce Eugenia, jež do jisté míry podporoval tradiční náboženství. Následovalo ve velké míře ničení starých náboženských staveb. V roce 393 byly zakázány i olympijské hry. Za vlády východořímského císaře Theodosia II. (408–450) byly přijaty další zákony proti pohanům, ale také proti Židům a kacířům. Předpisy však často nebyly vynucovány a mnoho vyznavačů tradičních kultů dále působilo ve vysokých pozicích. V roce 415 padla v Alexandrii novoplatónská filosofka Hypatia za oběť běsnění davu přívrženců biskupa Kyrilla, přičemž nikdy nedošlo k potrestání viníků.